# (5540) Smirnova
Pour les articles homonymes, voir Smirnova.
(5540) Smirnova est un astéroïde de la ceinture principale, découvert le 30 août 1971, à l'observatoire d'astrophysique de Crimée, à Naoutchnyï, par Tamara Mikhajlovna Smirnova.
D'abord connu par sa désignation provisoire 1971 QR1, il a été désigné en hommage à son découvreur.
Il est identifié à 1988 VX1.